# Cybister chinensis
Cybister chinensis är en skalbaggsart som beskrevs av Victor Ivanovitsch Motschulsky 1854. Cybister chinensis ingår i släktet Cybister och familjen dykare. Inga underarter finns listade i Catalogue of Life.